# Radoslav Zabavník
Radoslav Zabavník (født 16. september 1980 i Košice, Tjekkoslovakiet) er en slovakisk tidligere fodboldspiller, der spillede som forsvarsspiller. Han var gennem karrieren blandt andet tilknyttet MFK Košice og MŠK Žilina i sit hjemland, bulgarske CSKA Sofia, Sparta Prag i Tjekkiet, russiske Terek samt tyske Mainz 05.

## Landshold
Zabavník står (pr. april 2018) noteret for 59 kampe og én scoring for Slovakiets landshold, som han debuterede for i 2003. Han repræsenterede sit land ved VM i 2010 i Sydafrika.